# Čechy 29 (volební obvod Říšské rady)
Čechy 29 byl volební obvod pro volby do Poslanecké sněmovny Říšské rady. Volili v něm mužští občané měst Tábor, Soběslav, Benešov, Votice, Jindřichův Hradec, Třeboň, Kamenice nad Lipou, Bechyně, Lišov, Trhové Sviny a Sedlčany. Volební obvod byl zřízen se zavedením všeobecného volebního práva v Předlitavsku v roce 1907 a zanikl s rozpadem Rakouska-Uherska roku 1918.

## Charakteristika obvodu
| Rok          | 1907   | 1911   |
| ------------ | ------ | ------ |
| Počet voličů | 10 310 | 10 871 |

Volební obvod vznikl přeskupením obvodů, které v původním volebním systému náležely do kurie měst a průmyslových míst. Přestože již tedy volební právo nebylo omezeno daňovým cenzem, města stále volila odděleně od svého venkovského okolí.
Politicky obvod jasně podporoval české národní aspirace a v obou konaných volbách zvítězili čeští státoprávní kandidáti. Pro nepatrné procento německé populace v obvodu ani jednou nekandidoval německý kandidát.

## Poslanci
| Poslanec | Poslanec             | Strana    | Volby |
| -------- | -------------------- | --------- | ----- |
|          | František Žemlička   | ČSNS      | 1907  |
|          | František Kratochvíl | mladočeši | 1911  |

## Volby

### Volby 1907[5][6][7]
Volby v roce 1907 byly první konané podle všeobecného volebního práva pro všechny muže. Dosavadní poslanec Karel Kramář kandidoval v obvodě Německý Brod, mladočeská strana v táborském obvodě podpořila staročeského kandidáta Jaroslava Mattuše. Spojené státoprávní strany reprezentoval obchodník z Jindřichova Hradce a člen ČSNS František Žemlička. Sociální demokraté do voleb nominovali Františka Hnátka. Realisty zastupoval pražský advokát Václav Bouček a Stranu katolického lidu představitel jejího pravicového křídla Petr Pícha.
| Parlamentní volby 1907   |                                        |                                        |             |             |             |            |            |            |
| Kandidát                 | Kandidát                               | Strana                                 | První volba | První volba | První volba | Užší volba | Užší volba | Užší volba |
| Kandidát                 | Kandidát                               | Strana                                 | Hlasy       | %           | ±%          | Hlasy      | %          | ±%         |
|                          | František Žemlička                     | Národní sociálové                      | 2 858       | 32,3        |             | 5 579      | 64,6       |            |
|                          | František Hnátek                       | Sociální demokraté                     | 2 789       | 31,6        |             | 3 056      | 35,4       |            |
|                          | Jaroslav Mattuš                        | Staročeši                              | 1 720       | 19,5        |             |            |            |            |
|                          | Václav Bouček                          | Realisté                               | 1 084       | 12,3        |             |            |            |            |
|                          | Petr Pícha                             | Spojení katolíci                       | 363         | 4,1         |             |            |            |            |
|                          | roztříštěné hlasy                      | roztříštěné hlasy                      | 25          | 0,3         |             |            |            |            |
| neplatné a prázdné hlasy | neplatné a prázdné hlasy               | neplatné a prázdné hlasy               | 38          | 0,4         |             | 44         | 0,5        |            |
| Celkem/účast             | Celkem/účast                           | Celkem/účast                           | 8 877       | 86,1        |             | 8 679      | 84,2       |            |
|                          | Národní sociálové získali (nový obvod) | Národní sociálové získali (nový obvod) | ±           |             |             |            |            |            |

### Volby 1911[2][8]
Roku 1911 byl jako „národní kandidát“, tj. společný kandidát Národní strany svobodomyslné, Národní strany a České strany národně sociální, postaven František Kratochvíl, zámečnický mistr z pražského Žižkova člen mladočeské strany. Dosavadní poslanec František Žemlička z Jindřichova Hradce svůj mandát obhajoval bez podpory své národně sociální strany. Dále kandidoval sociální demokrat z Prahy Karel Cífka, smíchovský soudce Josef Matoušek za realisty a pražský obchodník František Ruda za křesťansko sociální stranu. V prvním kole nedostal žádný kandidát přes 50 % hlasů, poslance tak určilo až druhé kolo (užší volba), kde se utkal Kratochvíl s Cífkou s vítězstvím prvně jmenovaného.
| Parlamentní volby 1911   |                                        |                                        |             |             |             |            |            |            |
| Kandidát                 | Kandidát                               | Strana                                 | První volba | První volba | První volba | Užší volba | Užší volba | Užší volba |
| Kandidát                 | Kandidát                               | Strana                                 | Hlasy       | %           | ±%          | Hlasy      | %          | ±%         |
|                          | František Kratochvíl                   | Mladočeši                              | 3 484       | 39,4        | +19,9       | 5 045      | 60,5       |            |
|                          | Karel Cífka                            | Sociální demokraté                     | 2 469       | 27,9        | -3,7        | 3 294      | 39,5       | +4,1       |
|                          | František Žemlička                     | samostatný národní sociál              | 1 661       | 18,8        | -13,5       |            |            |            |
|                          | Josef Matoušek                         | Realisté                               | 827         | 9,3         | -3,0        |            |            |            |
|                          | František Ruda                         | Křesťanští sociálové                   | 401         | 4,5         | +0,4        |            |            |            |
|                          | roztříštěné hlasy                      | roztříštěné hlasy                      | 4           | 0,1         | -0,2        |            |            |            |
| neplatné a prázdné hlasy | neplatné a prázdné hlasy               | neplatné a prázdné hlasy               | 26          | 0,3         |             | 65         | 0,8        |            |
| Celkem/účast             | Celkem/účast                           | Celkem/účast                           | 8 872       | 81,6        | -4,5        | 8 404      | 77,3       | -6,9       |
|                          | Mladočeši získali od národních sociálů | Mladočeši získali od národních sociálů | ±           |             |             |            |            |            |